# Cuenca Blake
La cuenca Blake es un área profunda del océano Atlántico que transcurre a lo largo de la costa este de los Estados Unidos. Empieza en la parte septentrional de las Bahamas y continúa hacia Nueva York. La profundidad supera los 5.400 metros entre el Plateau Blake y el Blake Escarpment al Sur y al oeste el Blake Bahama Outer Ridge.